# Adecco

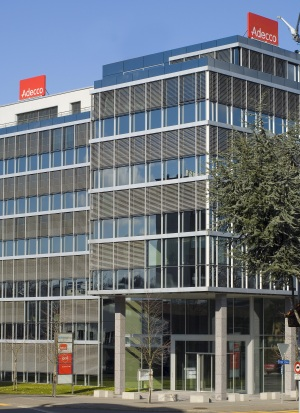
Ehemaliger Adecco-Hauptsitz in Glattbrugg, Zürich

The Adecco Group (die Adecco Group AG) mit Sitz in Zürich ist ein börsennotierter Personaldienstleister. Das Unternehmen vermittelt Arbeitsplätze zwischen Arbeitgebern und Bewerbern. Adecco ist in über 60 Ländern mit über 34.000 Mitarbeitern in rund 5.300 Niederlassungen vertreten. 1996 ging das Unternehmen aus der Fusion der Schweizer Adia Interim und der französischen Ecco hervor.

## Dienstleistung
The Adecco Group beschäftigt über 1.000.000 Arbeitskräfte in mehr als 100.000 Unternehmen. Das Unternehmen ist in den Geschäftsfeldern Arbeitnehmerüberlassung, Personalvermittlung, Karriereplanung und Talentförderung als auch in den Bereichen Outsourcing, Onsite-Management und in der Beratung tätig.

## Marken der Adecco Group
Die Adecco Group ist mit mehreren Submarken auf dem Markt vertreten. Die Hauptmarken in Deutschland sind: 
- Adecco Personaldienstleistungen
- Akka Technologies
- DIS AG
  - LHH Recruitment Solutions
- Akkodis

## Geschichte
Adecco entstand 1996 durch die Fusion der Schweizer Adia Interim (gegründet 1957 durch Henri-Ferdinand Lavanchy) und der französischen Ecco (gegründet 1964). In Frankreich wurde diese Fusion nicht vollzogen. Dort operierte Ecco  fortan als Adecco. Das Unternehmen Adia blieb bestehen, ebenso das Konkurrenzverhältnis der beiden Marken. Die frühe Unternehmensgeschichte ist geprägt durch diverse Übernahmen. Die TAD, ein auf technische Berufe spezialisierter amerikanischer Personaldienstleister, wurde im Jahre 1997 übernommen. 
1999 kaufte Adecco die Firmen Delphi, einen Personaldienstleister mit Fokus auf IT-Berufen, und Career Staff, einen kleinen Personaldienstleister der allgemeinen Stellenvermittlung. Adecco übernahm 2000 Olsten. Offiziell wurde die Übernahme als Fusion bezeichnet, allerdings verschwand die Marke Olsten und ging komplett in Adecco über. Im Jahre 2002 kaufte Adecco Anteile der diakonischen Berufsförderungswerke auf. Fernerhin übernahm Adecco den Internet-Personalvermittler jobpilot 2002 und veräußerte ihn zwei Jahre später an Monster Worldwide. 2002 fand eine Umstrukturierung vom Zeitarbeitsvermittler zum Personaldienstleister statt. Fortan operiert die Adecco-Gruppe im Wesentlichen unter drei Marken, die die drei Divisionen repräsentieren: Adecco (klassische Zeitarbeitervermittlung), Ajilon (Vermittlung von Spezialisten) und Lee Hecht Harrison (Outplacement). Im Jahre 2003 konnten die Geschäftszahlen erst ein halbes Jahr später bekannt gegeben werden, was den Einbruch des Aktienkurses um 35 % und eine Buchprüfung mit Kosten von rund 100 Millionen Euro verursachte. 
2006 und 2007 übernahm Adecco die Unternehmen Deutsche Industrie Service AG, einen Personaldienstleister mit Schwerpunkt in den Bereichen Kaufleute und Techniker, und Tuja Zeitarbeit. Bei der anschließenden jährlichen Generalversammlung wurde Jürgen Dormann zum Verwaltungsratspräsident bestimmt, Rolf Dörig zum stv. Verwaltungsratspräsidenten. Klaus J. Jacobs, der Mitgründer von Adecco, gab sein Mandat zurück. Im Januar 2009 wurde Dormann von Dörig abgelöst. Im Jahre 2010 übernahm Adecco die US-amerikanische MPS Group, Inc. und ging ein Joint Venture mit Fesco, einem chinesischen Personaldienstleister, ein. Im September 2015 löste Alain Dehaze Patrick De Maeseneire an der Firmenspitze als Chief Executive Officer für die Adecco Gruppe ab. 
2020 verlor Adecco ihren Platz im Leitindex SMI. 2021 übernahm Adecco die französische Beratungsgesellschaft Akka Technologies für rund 2 Mrd. Euro. Diese Übernahme galt als Adeccos bisher grösster Zukauf.